# Sikory Juskie (osada)
Sikory Juskie – osada w Polsce położona w województwie warmińsko-mazurskim, w powiecie ełckim, w gminie Stare Juchy.
W latach 1975–1998 miejscowość administracyjnie należała do województwa suwalskiego.
Miejscowość letniskowa położona nad jeziorem Łaśmiady.